# 内藤広泰
内藤 広泰（ないとう ひろやす）は、安土桃山時代から江戸時代初期の人物。毛利氏の家臣で、長州藩士。父は内藤元泰。

## 生涯
毛利氏の家臣である内藤元泰の嫡男として生まれる。はじめは六蔵を名乗ったが、文禄5年（1596年）5月5日に輝元から五郎兵衛尉の仮名を与えられた。
文禄・慶長の役では広泰も渡海しており、慶長3年（1598年）1月27日付の毛利輝元からの書状で、蔚山での普請を油断無く済ませた後帰国するよう命じられた。また、慶長2年（1597年）5月5日、父・元泰から所領を譲られている。
元和4年（1618年）8月2日に死去した。広泰には男子がいなかったため、同年12月に内藤元勝の次男・就久（当時は幼名の道祖法師）が広泰の娘・伊勢福と婚姻し、婿養子として広泰の跡を継いだ。